# Катастрофа рейсу 1771 Pacific Southwest Airlines
Катастрофа рейсу 1771 Pacific Southwest Airlines — авіаційна катастрофа, що сталася в понеділок, 7 грудня 1987 року. Рейс PSA1771 був регулярним пасажирським рейсом уздовж західного узбережжя США, з Лос-Анджелеса до Сан-Франциско. Літак розбився в окрузі Сан-Луїс-Обіспо, поблизу Каюкоса, внаслідок свідомих спланованих дій пасажира рейсу, котрий застрелив екіпаж літака і скерував літак у піке, вчинивши таким чином власне самогубство і вбивши всіх, хто перебував на борту. Ця катастрофа стала другим за кількістю жертв масовим вбивством в історії Каліфорнії після схожого інциденту з рейсом Pacific Air Lines-773 у 1964 році.

## Обставини інциденту

### Зловмисник

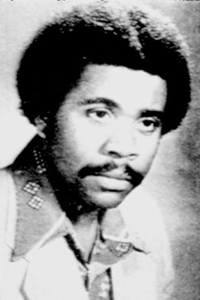

Девід Августус Берк (18 травня 1952, Кройдон, Велика Британія — 7 грудня 1987, Хребет Санта Лючія, США) — громадянин США, що народився у Великій Британії в сім'ї вихідців із Ямайки. У минулому він був співробітником авіакомпанії US Airways, у Рочестері, де підозрювався в участі в групі, що займалася контрабандою наркотиків з Ямайки до США, але офіційно звинувачень йому не висували. Згодом він переїхав до Лос-Анджелеса, де влаштувався на роботу агентом із продажу квитків в авіакомпанію Pacific Southwest Airlines (PSA).
За показами його колишніх подруг, сусідів, та співробітників правоохоронних органів, Девід Берк був дуже жорстокою людиною. Він мав семеро дітей від чотирьох різних жінок, хоча з жодною не був одруженим. Незадовго до катастрофи Девіда Берка було звільнено з роботи за крадіжку 69 доларів виторгу польотного бару. Після звільнення Девід зустрічався зі своїм колишнім керівником Реєм Томсоном і намагався вмовити його залагодити проблему, але поновитися на роботі йому не вдалося.

### Літак
British Aerospace 146-200 (BAe-146-200) — британський ближньомагістральний авіалайнер виробництва компанії BAE Systems, виготовлений 1984 року. Літак оснащений чотирма турбовентиляторними двигунами Lycoming ALF502R-5. Перший політ здійснив 24 листопада 1984 року, а в грудні того ж року переданий авіакомпанії PSA, де літаку було присвоєно власну назву — «Посмішка Стоктона» (англ. The Smile of Stockton). Зареєстрований під номером N350PS. На момент інциденту наліт становив 8571 годину.

### Екіпаж
Екіпаж літака складався з п'яти осіб:
- Командир повітряного судна — Грегг Нельсон Линдамуд (англ. Gregg Nelson Lindamood), 43 роки. Сумарний наліт понад 11 000 годин, з них понад 1500 на BAe-146. В авіакомпанії PSA пропрацював 14 років.
- Другий пілот — Джеймс Говард Нанн (англ. James Howard Nunn), 48 років. Сумарний наліт понад 12 000 годин, з них понад 300 на BAe-146. В авіакомпанії PSA пропрацював 9 місяців.
- Стюардеса — Деббі Ніссен Ніл (англ. Debbie Nissen Neil), 37 років. В авіакомпанії PSA пропрацювала 17 років.
- Стюардеса — Дебра Уоттерсон Вуйлстеке (англ. Debra Watterson Vuylsteke), 32 роки. В авіакомпанії PSA пропрацювала 10 років.
- Стюардеса-стажер — Джулі Готтесман (англ. Julie Gottesman), 20 років. В авіакомпанії PSA пропрацювала 1 місяць.

Також на борту літака пасажиром перебував головний пілот авіакомпанії PSA в міжнародному аеропорту Лос-Анджелеса, 41-річний Дуг Артур (англ. Doug Arthur).

## Перебіг подій
Колишній керівник Девіда Берка Рей Томсон регулярно використовував рейс PSA1771 для щоденних поїздок зі свого робочого місця в аеропорту Лос-Анджелеса додому, у район затоки Сан-Франциско. Знаючи про це, Берк придбав квиток на рейс PSA1771, щоб опинитись в одному літаку з ним. Літак вилетів із Лос-Анджелеса о 15:31 за тихоокеанським стандартним часом і за розкладом мав прибути до Сан-Франциско о 16:43.
Використовуючи перепустку співробітника авіакомпанії, яку Берк не здав при звільненні, озброєний револьвером Smith & Wesson Модель 29 калібру .44 Magnum, який він позичив у свого колеги, Берк зміг обійти звичайний контрольно-пропускний пункт для пасажирів в аеропорту. Він отримав доступ до літака через замкнені двері екіпажу за допомогою коду доступу, видряпаного над замком.

Проникнувши на борт літака, Берк написав повідомлення на пакеті від повітряної хвороби, хоч і не відомо, чи передав він це повідомлення Рею Томсону перед тим, як застрелити його. У повідомленні було написано:
Привіт, Рей. Мені здається, це якась іронія, що ми так закінчимо. Я просив трохи поблажливості для своєї родини. Пам'ятаєш? Я не отримав нічого, і ти не отримаєш нічого (англ. Hi Ray. I think it's sort of ironical that we end up like this. I asked for some leniency for my family. Remember? Well, I got none and you'll get none.).
Точна послідовність подальших подій залишається невизначеною, деякі деталі вдалося встановити за допомогою інформації з бортового самописця звуків у кабіні пілотів (англ. Cockpit Voice Recorder (CVR)), але через низьку якість запису не вдалося розшифрувати все, про що говорилося в кабіні. Крім того, не завжди можливо було точно співставити фрази з конкретними особами, що їх промовляли.
Коли літак пролітав на висоті приблизно 6700 метрів над центральним узбережжям Каліфорнії, CVR зафіксував голос одного з пілотів, який запитував диспетчерів інформацію про турбулентність. Під час відповіді диспетчера на записі присутні два гучні звуки, схожі на постріли. Вважається, що в цей час Девід Берк застрелив свого керівника Рея Томсона.
Один із пілотів двічі повторив диспетчеру, що на борту літака лунали постріли. Коли диспетчер запитав пілотів, чи бажають вони змінити пункт призначення польоту на Монтерей, на записі чутно звук відкриття дверей кабіни, а потім жіночий голос, який, ймовірно належав одній із бортпровідниць, Деббі Ніл. Не вдалося розібрати, що саме вона сказала, окрім слова «капітан». Через секунду пролунав чоловічий голос, який сказав щось нерозбірливо, що закінчувалося словом «проблема». У розшифровці ФБР зазначається, що це міг бути голос Берка.
Одразу після цього відбулися ще два постріли, а через шість секунд ще один постріл. Найімовірніше, Берк стріляв у пілотів, Ліндамуда і Нанна, поранивши або вбивши їх. Через 15 секунд CVR уловив звук дверей кабіни, що відкривалися чи закривалися, а також наростаючий шум повітряного потоку, позаяк літак входив у піке і його швидкість зростала.
Через 32 секунди після звуку, виданого дверима кабіни, пролунав шостий, останній постріл. Установити вдалося лише, що цей постріл було зроблено в пасажирському салоні. Існує припущення, що Берк застрелився, проте коли слідчі знайшли револьвер, виявилось, що кінець пальця Берка застряг у скобі спускового гачка — а це вказує на те, що Берк був живим і тримав пістолет до моменту удару літака об землю. Інша версія стверджує, що жертвою останнього пострілу міг бути пілот Дуг Артур, який працював на PSA і перебував на борту як пасажир. Ймовірно, пілот намагався увійти в кабіну, щоб врятувати літак, і Берку довелося його вбити.
У кінцівці запису можна було почути шум повітряного потоку та віддалені нерозбірливі голоси. О 16:16 літак впав на схил пагорба на території ферми Санта-Ріта, на схилі пагорба, хребта Санта-Лючія, між Пасо-Роблс і Каюкосом. За оцінками експертів, перед зіткненням літак перетнув звуковий бар'єр і рухався зі швидкістю близько 340 м/с (1240 км/год), тому від удару повітряне судно миттєво зруйнувалось. Виходячи з рівня деформацій, титанового корпусу реєстратора політних даних, він зазнав ударного перевантаження близько ~5000 g (~49 000 м/с²). Літак рухався під кутом 70° на південь і врізався в скелястий схил пагорба, залишивши по собі кратер глибиною близько 0,6 м і діаметром 1,2 м. Руйнації були настільки сильні, що лише 11 пасажирів вдалося ідентифікувати.
Після двох днів дослідження залишків літака слідчим вдалося знайти частину пістолета, що містила шість стріляних гільз, і повідомлення на мішку від повітряної хвороби, написане Берком, яке вказувало на те, що він міг бути відповідальним за катастрофу. Слідчим ФБР вдалося зняти відбиток фрагмента пальця, який застряг у спусковій скобі револьвера і дав змогу точно ідентифікувати Берка як людину, що тримала зброю під час падіння літака. На додаток до доказів, виявлених на місці катастрофи, колега Берка зізнався, що позичив йому пістолет, і сам Берк залишив прощальне повідомлення на автовідповідачі своєї колишньої дівчини.

## Наслідки
Після катастрофи було прийнято декілька федеральних законів, що стосувалися безпеки польотів. Зокрема, прийнято закон, який вимагає негайного припинення повноважень, вилучення перепусток і відкликання всіх прав доступу в співробітників авіакомпаній і аеропортів після їх звільнення, відставки або виходу на пенсію з посади в авіакомпанії або аеропорту. Також реалізована політика, яка передбачає, що до всіх екіпажів авіакомпаній і працівників аеропорту застосовуються ті ж заходи безпеки, що й до пасажирів авіакомпаній.
У катастрофі загинув президент корпорації Chevron Джеймс Силла разом ще з трьома високопосадовцями компанії. Також були вбиті троє чиновників Pacific Bell. Це спонукало багато великих корпорацій створити політику, яка забороняє подорожувати кільком високопосадовцям одним рейсом.

## У культурі
- Епізод канадського документального телесеріалу «Mayday» під назвою «Я — проблема» («Вбивство на борту» для британських трансляцій) розповідає про події рейсу PSA1771 і його розслідування.
- Британський документальний телесеріал «Aircrash Confidential» висвітлює події рейсу PSA1771.